# Daniel Rutherford

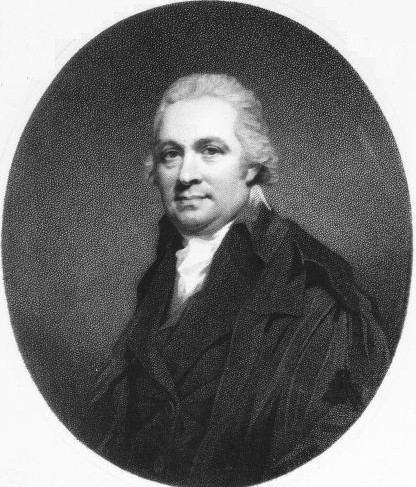
Daniel Rutherford

Daniel Rutherford (ur. 3 listopada 1749 w Edynburgu, zm. 15 listopada 1819) – szkocki chemik i fizyk znany z odkrycia azotu w 1772 w Szwecji. Syn profesora medycyny Johna Rutherforda (1695–1779) i Anne Mackay. Uczył się na Uniwersytecie w Edynburgu, gdzie jego ojciec wykładał medycynę. Już jako student odkrył azot i dokładniej opisał cząsteczkę tlenu.